# Municipio de Promised Land (condado de Craighead)
El municipio de Promised Land (en inglés: Promised Land Township) es un municipio ubicado en el condado de Craighead en el estado estadounidense de Arkansas. En el año 2010 tenía una población de 190 habitantes y una densidad poblacional de 2,27 personas por km².

## Geografía
El municipio de Promised Land se encuentra ubicado en las coordenadas 35°50′26″N 90°58′31″O / 35.84056, -90.97528. Según la Oficina del Censo de los Estados Unidos, el municipio tiene una superficie total de 83.71 km², de la cual 83,35 km² corresponden a tierra firme y (0,44 %) 0,37 km² es agua.

## Demografía
Según el censo de 2010, había 190 personas residiendo en el municipio de Promised Land. La densidad de población era de 2,27 hab./km². De los 190 habitantes, el municipio de Promised Land estaba compuesto por el 99,47 % blancos, el 0,53 % eran asiáticos. Del total de la población el 0 % eran hispanos o latinos de cualquier raza.